# Opercle (gasteròpodes)

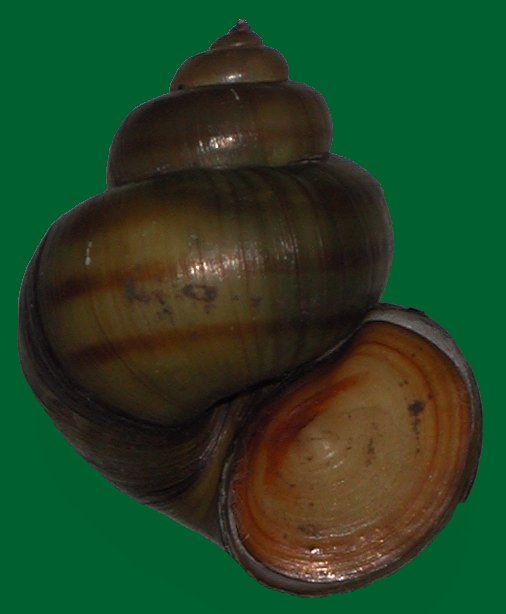
Conquilla del cargol d'aigua dolça Viviparus contectus amb opercle de corni a lloc

L'opercle, en llatí literalment «petita tapadora», és un estructura anatòmica còrnia o calcària que existeix en molts (però no a tots) els grups de gasteròpodes. Aquesta estructura es troba en gasteròpodes d'aigua dolça, i en uns pocs gasteròpodes terrestres, incloent-hi les famílies Helicinidae, Cyclophoridae, Aciculidae, Maizaniidae i Pomatiidae.
L'opercle està unit a la superfície superior del peu i, en el seu estat més complet, serveix com a classe d'"escotilla" per tancar l'obertura de la closca quan les parts toves de l'animal es retracten. La forma de l'opercle varia en gran manera d'una família de gasteròpodes a una altra. Força sovint té forma circular o més o menys ovalada. En espècie on l'opercle cap confortablement, el seu contorn correspon exactament a la forma de l'obertura de la closca i serveix per segellar l'entrada d'aquesta. Un forat aeri petit pot quedar per contribuir a respiració, especialment durant l'estivació.
Moltes famílies tenen opercles reduïts en mida incapaços de tancar l'obertura de la conquilla. L'opercle de vegades està modificat: en la família Strombidae l'opercle té forma de ganxo i s'utilitza per empènyer al substrat en una forma de locomoció a salts.
Virtualment tots els cargols de pulmonats no tenen opercle, amb l'excepció de la família Amphiboloidea. Tanmateix, algunes espècies de pulmonats terrestres són capaces de secretar un epifragma, una estructura provisional que pot en alguns casos fer les mateixes funcions d'un opercle. L'epifragma es pot distingir de l'opercle veritable la seva homogeneïtat i la manca de marques de creixement concèntric.
En els ammonites (cefalòpodes extingits), existia una estructura calcària denominada aptychus (aptychi en plural). Quan es descriviren per primer cop es creia que eren valves d'una espècie de bivalve, molts anys després es consideraven que era una forma semblant a opercles pertanyent les estructures a ammonites. Darrerament s'ha postulat que l'aptychus sigui un aparell de mandibular dels ammonites.

## Funcions

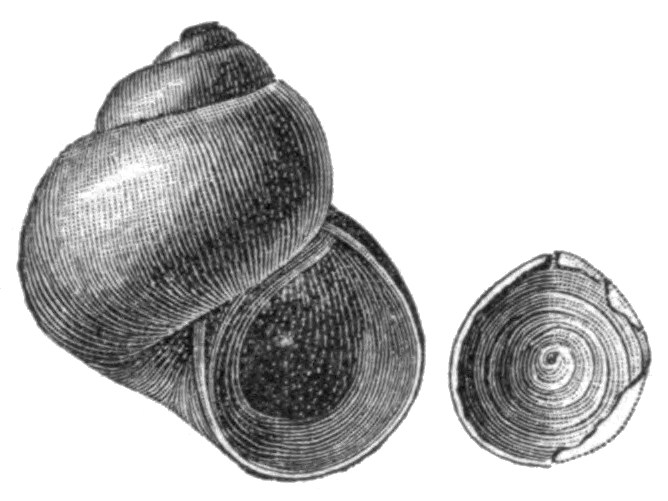
Dibuix de l'obertura d'un opercle de calcària i còrnia del cargol d'aigua dolça Amnicola dalli

La funció essencial de l'opercle en gasteròpodes és permetre als cargols resistir a la dessecació. Això és molt important en cargols marins intermareals durant la marea baixa, i això també permet que els opercles en cargols d'aigua dolça i terrestres serveixin per sobreviure a períodes de sequera i temps sec. Així en les espècies en que l'opercle completament segella la closca, també pot servir com a protecció contra predadors quan el cos de cargols es retracta. En algunes espècies de cargols de mar, l'opercle s'allarga i té forma de ganxo, i s'utilitza per enterrar-lo a la sorra per permetre el cargol de mar realitzar un tipus locomoció per salts.

## Anatomia

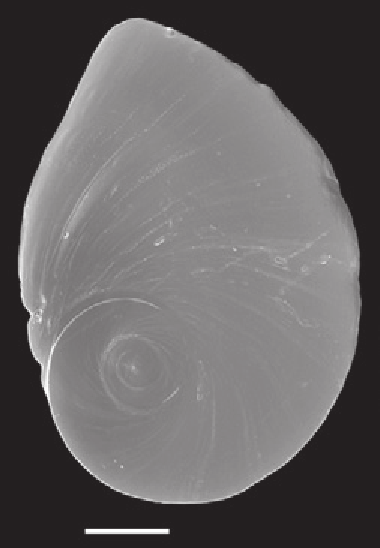
Fotografia del costat exterior de l'opercle de Marstonia comalensis és multiespiral amb un nucli excèntric. La barra inferior representa una longitud de 200 μm.

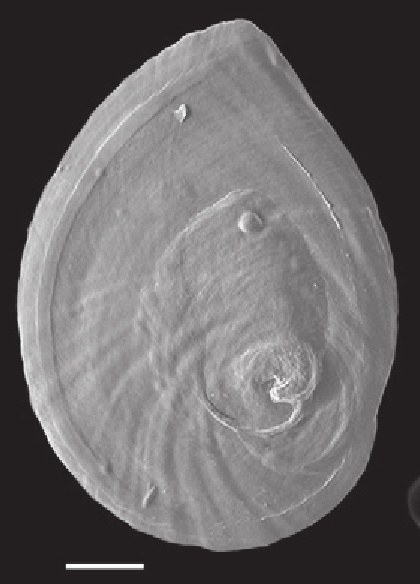
Fotografia del costat interior de l'opercle de Marstonia comalensis. La barra inferior representa una longitud de 200 μm.

En vida l'opercle està unit a la terminació del múscul columel·lar amb un disc opercular dorsalment a la superfície superior de la part posterior del peu. Tanmateix en Buccinum una capa de cèl·lules epitelials cilíndriques i llargues entra entre les fibres musculars. L'opercle, un desenvolupament cuticular d'aquestes cèl·lules, es compon, com s'ha observat en l'opercle corni de Murex, Purpura, Triton, de capes superposades primes. Les cèl·lules cilíndriques s'uneixen amb el seu cap a la capa inferior.
L'opercle creix en mida mentre la closca creix, de tal manera que l'opercle resta en proporció amb les dimensions de l'obertura. En moltes espècies, quan l'animal és actiu i repta, part de baix de la conquilla es recolza a la superfície exterior de l'opercle.
En moltes espècies de cargols marins que viuen a la zona submareal, l'opercle es redueix extraordinàriament, i ja no els serveis per segellar l'obertura de la conquilla. En un nombre gran de famílies aquest s'ha eliminat completament.
L'estructura de l'opercle es pot descriure de la manera següent:
- Concèntric: El nucli és central o subcentral en Lithoglyphus i Ampullaria, i en altres el nucli és prop del marge parietal de la closca.
- Imbricat, o lamel·lar: Quan augmenta només per un costat, i el nucli és insignificant, com en Purpura,Xenophora, i Paludomus.
- Forma de ganxo o unguiculat: Amb el nucli apical o frontal, com en Turbinella i Fusus; té forma de ganxo i amb el marge serrat a Strombus
- Espiral: Quan augmenta només en una vora, i gira mentre augmenta; és sempre levogir en closques dextrogires.
- Paucispiral o oligogir: Amb poques espirals com en Littorina.
- Subespiral o lleument espiral, en Thiara
- Multiespiral o poligir: Amb moltes espirals espaiades com en Trochus on a vegades arriben a vint; el nombre de voltes que l'opercle fa no és determinat pel nombre d'espirals a la closca.
- Articulat, quan té una projecció, com en Nerita
- Radiat és una modificació de l'opercle articulat al qual l'espiral no és tan evident com en Navicella

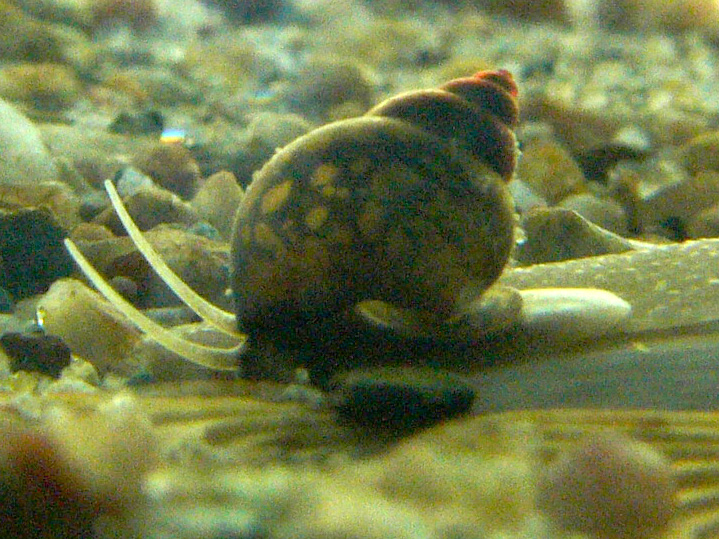
Una foto d'un individu de l'espècie de cargols d'aigua dolça Bithynia tentaculata mostrant com es recolza el darrere de la closca a l'opercle rodó sobre el peu mentre el cargol avança

Hi ha dos tipus bàsics d'opercles en termes de la seva composició material:
- La classe més comuna d'opercle es compon d'una fina o gruixuda capa de material corni proteic, és de color groc a marronós i normalment lleument translúcid. Aquest material és flexible en seu estat natural però es pot tornar trencadís quan s'asseca. L'opercle varia en forma, depenent de la família de cargols i la forma de l'obertura de les seves closques.

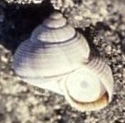
individu del cargol de terra Tropidophora fimbriata haemostoma mostrant l'opercle calcari

- L'altra classe d'opercle es restringeix a unes quantes famílies de gasteròpodes incloent-hi la família Turbinidae. Aquesta estructura opercular té una base còrnia amb una pesada coberta calcària. La superfície calcària en alguns gèneres té color o ornamentació de diverses classes incloent-hi, per exemple, solcs i projeccions.

Els diversos tipus d'opercles poden incloure formes ungulades, ganxudes o ovades. El tipus i forma de l'opercle s'utilitza per ajudar a identificar i classificar grups relacionats (gèneres) d'operculats terrestres, i alguns operculats marins.

## Usos humans
La descripció humana coneguda més antiga d'un opercle juntament amb la conquilla de Charonia tritonis és un segell fet per la Civilització minoica. L'opercle gran de Turbo marmoratus s'ha usat com petjapapers.

### Com a material d'encens
Opercle de certs gastròpodes, especialment varietats de la Mar Roja, haver servit molt de temps com a material d'encens en tradició jueva antiga, així com cultures àrabs. L'opercle d'espècie de cargol de mar Strombus tricornis i Lambis truncata sebae són comunament utilitzaven en regions prop de l'Orient Mitjà. Opercle des d'aquests cargols de mar pot ser el material d'encens d'onycha que es descriu al Llibre de l'Èxode.
Les pólvores d'opercles són també un ingredient important en l'elaboració d'encens a la República Popular de la Xina i Japó. Allí s'anomena es crida "bèi xiāng" (en xinès 貝香; literalment «fragància de closques de mar») o "kai kou" (en japonès 甲香, literalment «fragància de closques de mar») respectivament. Els productors d'encens en aquests països utilitzen l'opercle de molts cargols de mar i altres cargols marins, incloent-hi aquells procedents del sud-est asiàtic, Amèrica del Sud i l'est d'Àfrica. Els opercles són tradicionalment tractats amb vinagre, alcohol i aigua per treure qualsevol olor de peix. Llavors els opercles nets són reduïts a pólvores i utilitzats com a fixador de fragància, en una tècnica similar a la utilitzada en perfumeria amb certes resines vegetals. Quan s'encenen, l'opercle de qualitat alta fa olor de castori o uns altres mescs animals, mentre que els de qualitat més baixa és similar a les dels pèls cremats.

### Com a pedra preciosa o objecte decoratiu
L'opercle de certes espècies dels Turbinidae, així com del cargol Turbo petholatus, s'utilitzen a vegades com a "pedra preciosa" en anells, braçalets, amulets, etc, i a Catalunya reben el nom d'ulls de Santa Llúcia. Friedrich Ratzel en The History of Mankind informava el 1896 de l'existència a Oceania de cadenes i faixes compostes d'opercles pintats de certes conquilles, que es consideraven adornaments valuosos.